# Grand Prix d'Isbergues femminile
Il Grand Prix d'Isbergues femminile è una corsa in linea femminile di ciclismo su strada che si svolge ad Isbergues, in Francia. È inserita nell'Calendario internazionale femminile UCI.

## Albo d'oro
Aggiornato all'edizione 2023.
| Anno | Vincitrice        | Seconda         | Terza                     |
| ---- | ----------------- | --------------- | ------------------------- |
| 2018 | Lauren Kitchen    | Roxane Fournier | Pascale Jeuland           |
| 2019 | Christine Majerus | Clara Copponi   | Pascale Jeuland           |
| 2020 | Chloe Hosking     | Chiara Consonni | Lauren Kitchen            |
| 2021 | Charlotte Kool    | Elisa Balsamo   | Amber van der Hulst       |
| 2022 | Chiara Consonni   | Clara Copponi   | Maria Giulia Confalonieri |
| 2023 | Valentine Fortin  | Jade Wiel       | Simone Boilard            |